# أصفهانويية أخوند (غلزار بردسير)
أصفهانويية أخوند (بالفارسية: اصفهانوییه آخوند) هي قرية تقع في إيران في البلدة المركزية.